# 馬其頓阿吉德王朝陸軍

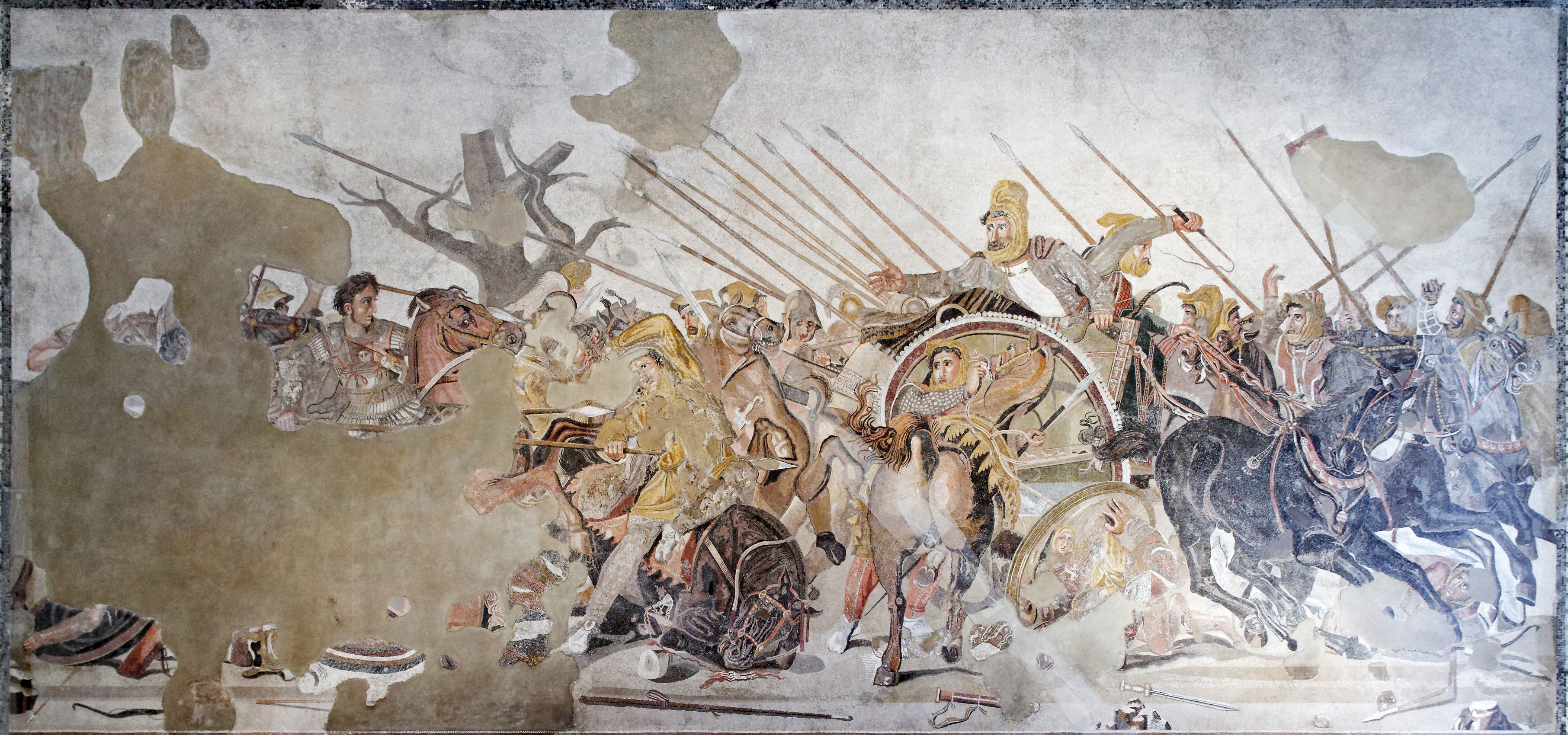
亞歷山大馬賽克顯示伊蘇斯戰役場景。此馬賽克畫為古羅馬人複製希臘人的作品

馬其頓阿吉德王朝陸軍，是古代馬其頓王國阿吉德王朝的陸上武裝力量，在馬其頓腓力二世軍事改革後首次展現出顯赫的軍事實力，並由他的兒子亞歷山大大帝發揚光大，它被認為是古代世界中最強大的軍事武力之一。
原先，早期阿吉德王朝的馬其頓軍隊只是由部落民兵組成，後學習南部希臘城邦的希臘重裝步兵作戰方式，最後經由腓力二世的軍事改革，採用最新的戰術和武器，並透過獨特的多兵種協同作戰。加上腓力二世連年作戰，征召的士兵幾乎成為常備的職業軍人，使腓力二世無時無刻可以驅使這支堅強、專精的軍隊，也保障兵源。在短短的時間內，馬其頓勇猛的軍事機器成為希臘或亞洲前所未聞的顯赫力量，軍隊的勝利更讓國家成為一個橫跨洲際的大帝國。
在戰術的改良上，腓力採用底比斯伊巴密濃達（他兩次擊敗斯巴達軍隊）的斜形陣列戰術，發展成早期的聯合兵種軍隊，包括有步兵方陣、騎兵、投射部隊，至亞歷山大大帝時就連攻城武器也投入野戰作戰使用。在武器的改良上，腓力二世引入薩里沙長矛，這種長矛（Pike）引入讓步兵在攻擊和防禦時都有良好的優勢。腓力的改革也使騎兵成為決戰戰役勝負的致勝兵種。
新式的馬其頓軍隊還與其他非馬其頓兵種並肩作戰，尤其是希臘的色薩利騎兵，其他還包含腓力二世雇傭愛琴海周圍和巴爾幹半島的各式傭兵部隊。當前338年腓力二世準備入侵波斯時，馬其頓軍隊中有半數以上來源都是非馬其頓裔的希臘人和周圍的蠻族部落組成。.
關於這一時期的馬其頓軍隊的第一手史料記載多已散佚，目前主要靠後來的歷史學家如西西里的狄奧多羅斯和阿里安等的記載，和現代的考古成果來重建當時的軍事情形。

## 早期
馬其頓王國早期是鬆散的部落聯合體，人民多住於鄉村或山坡上放牧，甚少居於城市。在城市文明落後以及國家組織鬆散下，對於居住於城邦的古希臘人而言，馬其頓人根本是半個蠻族。實際上古馬其頓人也天性好戰，他們如蠻族般喝酒不摻水，經常酩酊大醉。青年人只要還沒徒步拿長槍獵過一隻野豬，那就沒有資格與其他男人坐在桌旁。
馬其頓位於古希臘世界的邊界，它經常被臨近的蠻族如伊利里亞人、色雷斯人、培奧尼亞人所威脅、肆虐。當時馬其頓也不是統一在一個王國號令之內，阿吉德王朝實質上只統治下馬其頓，它控制下游平原的馬其頓人，而主要是山地的上馬其頓則由各式當地地方貴族掌控的小侯國和部落所組成，他們更沒有什麼文化。
在那時馬其頓軍隊主要由三個部分組成，即國王騎兵衛隊、小型的禁衛步兵和臨時性的部落民兵。國王騎兵衛隊都是貴族組成，其中較高階的貴族稱為夥友騎兵。禁衛步兵人數相當少，僅約1,000名人，但屬於常備軍。而部落民兵屬於戰時臨時徵召，占軍隊大多數，但士氣和戰技都相當不足。馬其頓國王佩爾狄卡斯二世認為他的部落民兵在戰場上毫無價值，但騎兵相當優秀，只要一衝鋒就所向披靡。
馬其頓國王阿奇拉一世時期開始進行初步軍事改革，具體不清楚，但他改善原先的騎兵徵兵系統，換裝武器，軍事要地要塞化。但之後，也因為馬其頓臨時性的輕裝部落民兵幾乎沒有戰鬥力，後來馬其頓國王開始招募南方的希臘重裝步兵傭兵團為自己效力，並逐步師法希臘重裝步兵的作戰方式建立自己的軍隊。可能在亞歷山大二世時期，擴大並建立精銳步兵團步兵夥友，這時這支部隊作戰方式如同希臘重裝步兵方式一樣。然而，馬其頓軍隊仍很虛弱，經常受到蠻族掠奪，或是南方強大希臘城邦的軍隊入侵。

## 軍事改革

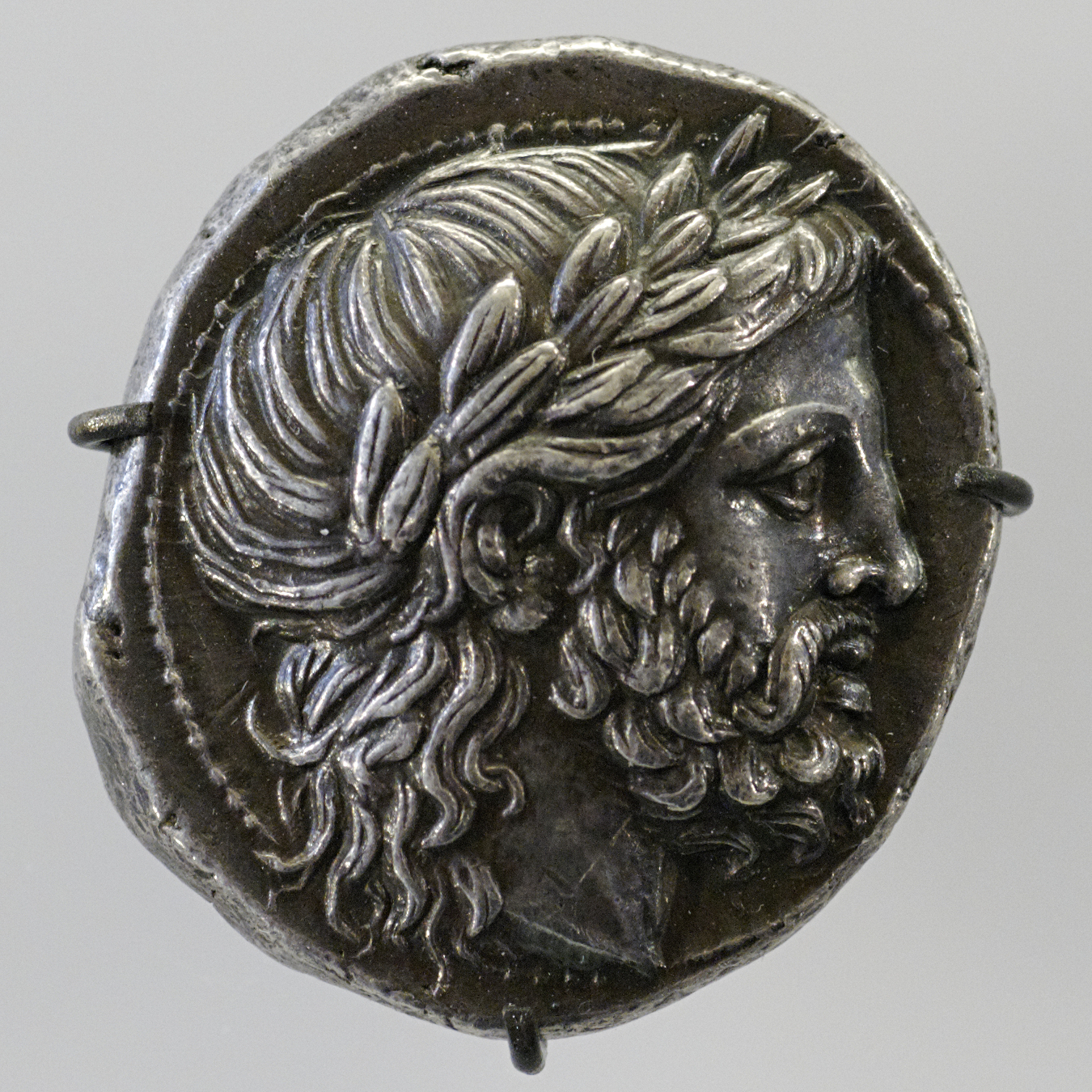
腓力二世的四德拉克馬銀幣

前359年，雄才大略的腓力二世登上王位，他面對的是經內戰、蠻族入侵後千瘡百孔的馬其頓王國。富有野心的腓力二世一直嚮往稱霸希臘，他對馬其頓進行一場關鍵性的軍事、經濟、文化等全方位大改革。假如，腓力二世不是亞歷山大的父親的話，他的成就將不會被其子亞歷山大大帝的光芒所掩蓋，而腓力二世將會以第一流的軍事改革家、戰術家、戰略家和完美的政治家聞名於世。如果沒有腓力二世的軍事改革，那亞歷山大大帝的征服將極其困難，以至於不可能。
繼位初腓力二世首先招集他士氣低迷的軍隊，對他們進行心理建設，重振士氣，並擊敗入侵蠻族。腓力並且逐步把上馬其頓各侯國、部族併入，統一整個馬其頓地區。並讓上層階級、顯貴的地方貴族、專橫的部族酋長成為軍隊的軍官或精銳騎兵一員。而為了不讓地方貴族或部族勢力太強，腓力擴大前幾任馬其頓國王的政策，他廣招全希臘移民，來建立軍事移民據點於統治不穩定區域，或是建於新的征服地區，或是充公的土地上。一來這些移民會效忠馬其頓王室，二來可制衡當地人，三來充作兵源。
另外他相當有遠見，他知道當前希臘的戰爭越來越趨複雜，軍事人員也越來越專業化，職業雇傭軍因此在希臘蓬勃發展。但這種為錢賣命的雇傭兵相當沒有忠誠，且不可倚賴。對此，腓力招募一些牧民或平民為步兵，腓力要嘛讓他們經常武裝動員戰鬥，不然就是進行軍事操練，使征召的士兵幾乎成為常備的職業軍人。同時，在戰鬥或操演中激起他們的榮譽感，鼓勵同儕中良性競爭，使士兵們爭先恐後去立下功勞。他們彼此平常反覆練習戰技外，士兵們戰鬥時互相團結一心，對國家又忠誠，甚至還激發起馬其頓民族心，作戰更為兇猛。另外，隨著經濟改革的成果，加上取得安菲波利斯，掌握潘盖翁山的豐沃金礦後，腓力二世獲得大筆資金來擴充馬其頓軍隊的規模，結果腓力逝世時的軍隊至少比即位初增加三倍以上。
腓力二世個人講求實際，他不是發明新戰術或新陸軍，他是吸取各家長處來進行改良。腓力二世效法費萊的伊阿宋和敘拉古狄奧尼修斯一世的聯合兵種系統，利用重步兵和重騎兵進行決戰，輕騎兵和輕步兵做側翼保護或機動作戰，工兵或砲兵進行圍城。然而，又因馬其頓騎兵本身相當優異，他決定利用騎兵做為決定性兵種，來替代傳統希臘步兵做主要打擊力量。腓力讓重步兵方陣當做騎兵行動的基礎，方陣雖然不進行突擊，但相當有威脅性，他們的任務是要讓敵人無法動彈，並支撐整個戰線。
另外，在腓力二世有項軍事改革經常被忽略，那就是腓力禁止士兵物品用馬車來運輸，並大幅削減隨軍軍伕，規定步兵每十人配一軍伕，騎兵則是一名配一位軍伕，士兵的軍備多自己攜帶。透過這樣的限制，腓力軍隊的隨軍車隊規模非常小，也較少一些不必要的累贅，而使軍隊機動力大幅增加。
結果，在腓力逝世之時，透過改革過後的馬其頓軍隊，馬其頓疆土向北推進到伊利里亞南部，並征服培奧尼亞和色雷斯人，向南摧毀福基斯人的勢力，擊敗並羞辱了雅典和底比斯。除了斯巴達、伊庇魯斯和克里特外，所有希臘本土城邦都被迫加入馬其頓所建立的科林斯同盟。以科林斯同盟為基礎，腓力準備發起東征入侵波斯帝國，而這個計畫最終由其子亞歷山大大帝完成。

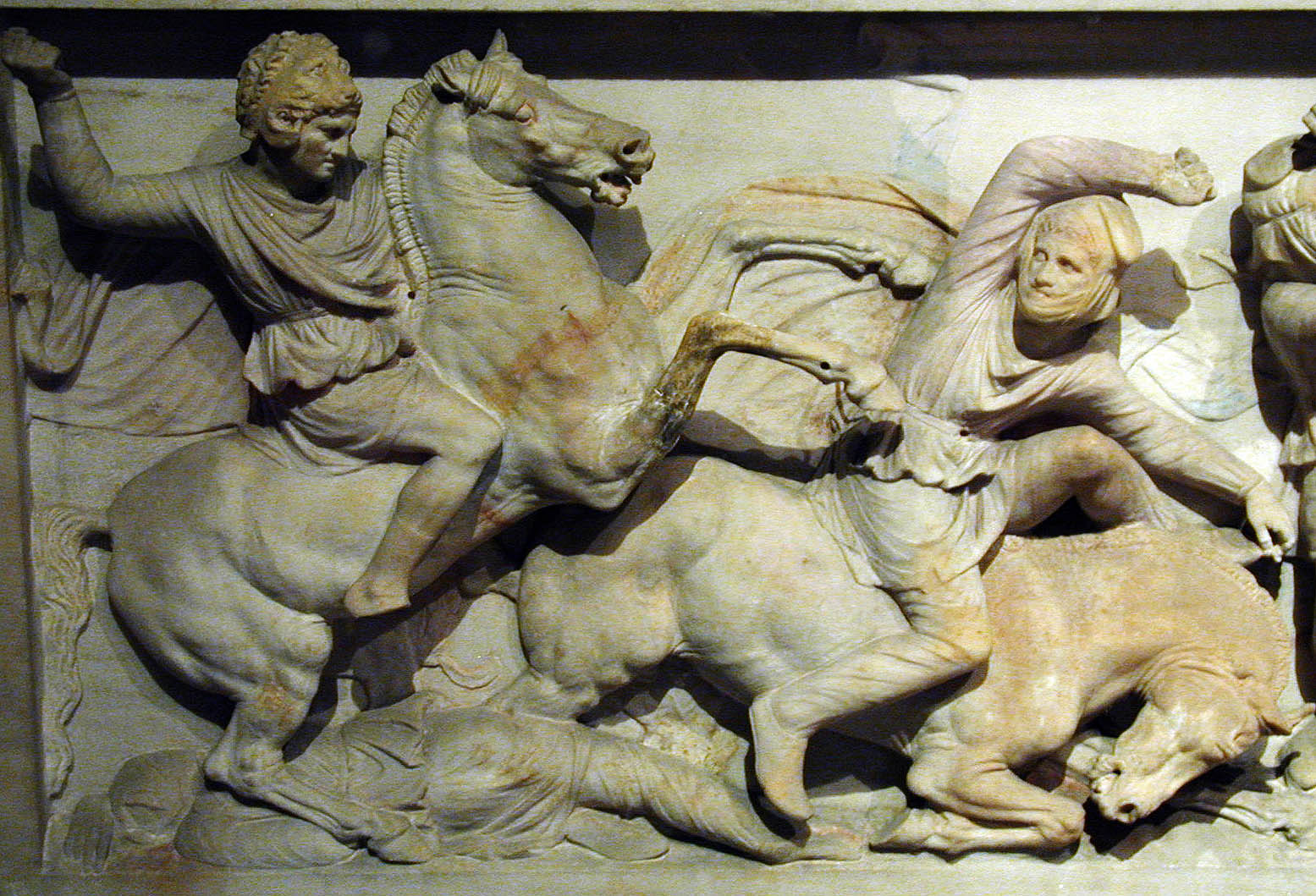
左側馬其頓騎兵是亞歷山大大帝，他戴著海格力士獅子頭樣式的頭盔。該浮雕出自亞歷山大石棺，挖掘自西頓。

## 重裝騎兵

### 夥友騎兵
夥友騎兵是馬其頓軍的精銳騎兵部隊，它被認為是古代最精銳的騎兵之一。夥友騎兵的組成和色薩利騎兵來源相似，都是地方的顯貴，他們是馬其頓重裝騎兵的主要成分。馬其頓中部善產良馬，從馬其頓早期軍隊開始，騎兵一直是重要兵種。在腓力對夥友騎兵的組織、訓練進行改革，並使夥友騎兵成為戰役中勝利的關鍵。
夥友騎兵內部分為中隊（ilai），每中隊約200人上下，其中皇家中隊約有300人，皇家中隊又被稱為阿格瑪（Agema）。每一中隊由中隊長（ilarch）領導，各中隊兵源來自馬其頓的特地地區，從阿里安的記載中得知，分別有波提埃阿（Bottiaea）、安菲波利斯、阿波羅尼亞（Apollonia）和安帖慕斯（Anthemus）等，因此亞歷山大入侵亞洲時他可能帶了8個中隊共1,800人，留下7個中隊共1,500名騎兵留守馬其頓。
在前330年到前328年間，亞歷山大對夥友騎兵組織進行組織變動，他把2個中隊組成一個騎兵營，2～3個騎兵營組成騎兵團（hipparchies），這可能代表東征時期隨著進行增援和整編，每一個騎兵營逐步增加規模，夥友騎兵的人數也在增長。此外，亞歷山大在後期也捨棄夥友騎兵組織以地區來區別，中隊不再以地區出身來遴選成員。
夥友騎兵每個騎兵中隊通常以楔形陣佈署於戰場上，這個陣形既適合軍事行動也有利於發起衝鋒。楔形陣的優點在於它有一個尖端點，可以以此來撕裂敵軍陣列，且也讓領隊軍官為陣形上的焦點。且這個陣形改變方向也比其他矩形陣形來得快，騎手們只要跟著另一個尖點的領隊軍官即可。腓力二世可能效法色雷斯和西徐亞人的騎兵陣形，引進這個陣形到自己的騎兵中，如同他學色薩利人的菱形陣一樣。
馬其頓騎兵得主要武器是緒斯同騎槍，這是兩邊都有槍頭的騎槍，騎手並佩有一把科庇斯彎刀（kopis）作為次要武器。有關夥友騎兵戰鬥中的描述中，當短兵激戰時騎手有騎槍去刺敵人的胸膛或臉。與敵人騎兵作戰時，有可能騎槍瞄準敵人的上半身，如果沒法一擊刺穿敵人的話，敵人也會受到衝力而被翻下馬。如果騎槍斷成兩半的話，也可以用另一端的槍頭繼續作戰，或者是拔出砍刀，如同在格拉尼庫斯河戰役中，夥友騎兵的一位軍官克利圖斯就用自己的砍刀殺死敵人騎兵，解救陷入危險的亞歷山大大帝。
儘管大多認為夥友騎兵是古代第一個能夠發起有效衝鋒的衝擊騎兵（shock cavalry），但似乎就連亞歷山大在用夥友騎兵正面對上敵人軍勢嚴整的步兵時都很小心翼翼。根據阿里安的記載，亞歷山大在希達斯皮斯河戰役後對付印度部族馬里人（Malli）時，亞歷山大不敢用他的騎兵對敵人嚴整的步兵方陣正面發起衝鋒，直到己方的步兵趕到戰場，亞歷山大才率領騎兵攻擊敵人的側翼。因此，這是一個對夥友騎兵很常見的錯誤認知，認為它能正面粉碎敵人緊密步兵陣列。亞歷山大東征時帶著1,800人的夥友騎兵前往亞洲，遠征期間夥友騎兵規模也隨著馬其頓本土的增援到來，而逐漸增加。夥友騎兵在戰場上通常都安置在全軍的最右翼，因為這個位置希臘軍隊中最具榮耀的，主要也是最精銳的部隊會在這個位置，亞歷山大在戰場上經常親自率領夥友騎兵，在戰役中執行決定性打擊。

### 色薩利騎兵

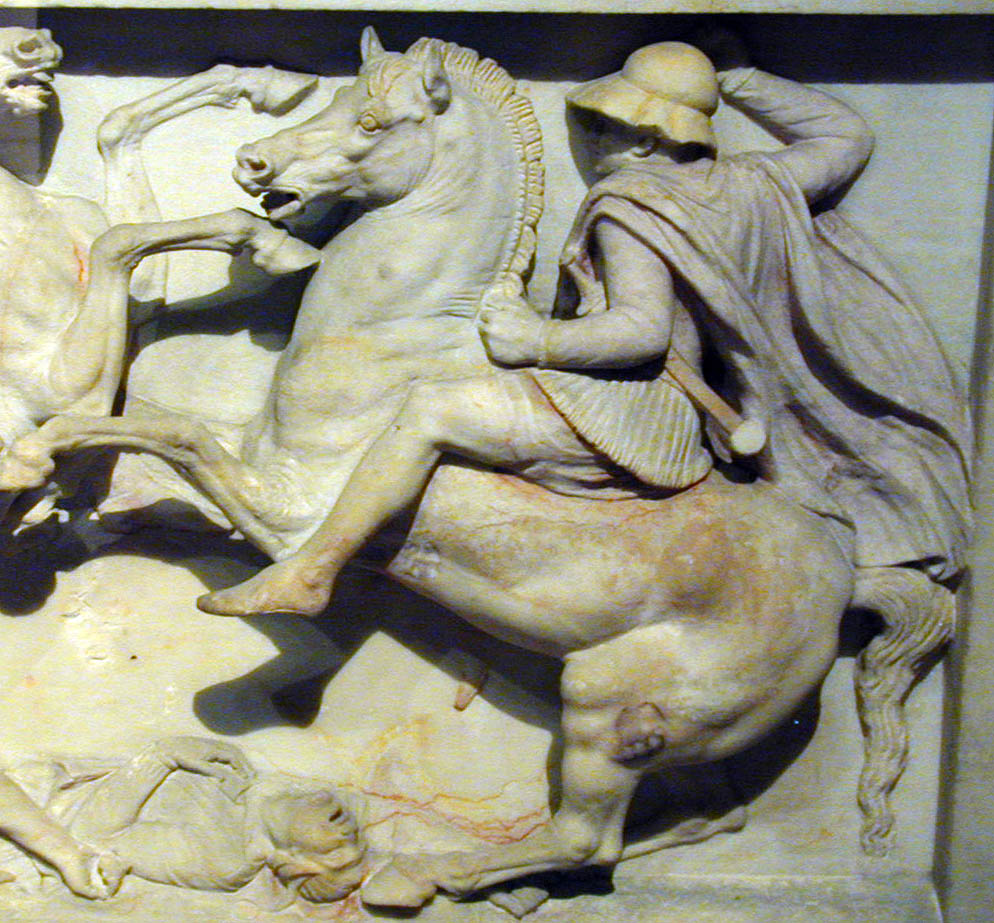
從亞歷山大石棺浮雕上的一名亞歷山大大帝的騎兵，很可能是色薩利騎手，他可能身穿亞麻胸甲，頭戴波奧蒂亞式頭盔，並配有一把西福斯短劍.

腓力二世在擊敗福基斯的呂克弗隆和奧諾馬爾庫斯後，成為色薩利同盟的終身執政官（Archon），使他可以控制整個色薩利，召集被認為希臘最精銳的騎兵色薩利騎兵。儘管當腓力二世逝世時，色薩利人試圖脫離馬其頓霸權，但亞歷山大即位立即率軍疾行進入色薩利，迫使色薩利人無血放棄抵抗，重回馬其頓掌控。
色薩利重裝騎兵伴隨亞歷山大東征的前半時期，之後百年來他們又以馬其頓同盟者的身份與馬其頓軍一同爭戰，直到第二次馬其頓戰爭敗於羅馬共和國後，色薩利同盟才再度獨立。色薩利騎兵的組織和武裝都與夥友騎兵相似，然而他們除了用緒斯同騎槍外，也使用較短的騎槍和標槍。色薩利騎兵以菱形陣而聞名，這陣形是由先前色薩利同盟最高統帥塔戈斯（Tagus）費萊的伊阿宋所發展而來。當騎兵方陣在轉變方向時，使用菱形陣會較快較易操作且也保持陣形緊密。亞歷山大東征一開始，總計帶著1,800人，之後期間人數都不會超過2,000人。通常他們被安置於左翼並擔負著防禦敵人騎兵攻擊己方側翼的角色，直到己方右翼做出決定性打擊為止。也因為戰術上的關係，他們經常面對數量龐大的敵軍，如伊蘇斯戰役和高加米拉戰役中色薩利騎兵對付人數遠遠高於己方的波斯大軍。
在攻下波斯帝國所有都城後，亞歷山大在埃克巴坦那宣布馬其頓與希臘聯軍討伐波斯的目標已經達成，他解散色薩利騎兵和其他希臘盟軍，並護送他們回歸鄉里。除了少部份的志願者以傭兵身份投效馬其頓軍，繼續東征，其中一部份色薩利雇傭騎兵繼續跟著亞歷山大，直到一年後進軍至阿姆河，亞歷山大遣散他們回家。

### 其他希臘聯盟騎兵或雇傭騎兵
一些與馬其頓結盟的希臘城邦，準確來說是馬其頓霸權下的希臘城邦也提供一些重裝騎兵，同盟馬其頓國王們也雇傭希臘騎兵。亞歷山大出發東征時有600名，可能分為5個中隊（ilai）。這些騎兵裝備類似色薩利騎兵和夥友騎兵，但他們通常以矩形陣型式佈於戰場，騎兵方陣有縱深8名，共16排。希臘騎兵並不像色薩利騎兵和馬其頓騎兵那樣具有威力或多功能。

## 輕裝騎兵
輕裝騎兵之中，前哨騎兵於戰前進行戰場偵查，決戰時護衛己方的兩翼。除此之外，尚有數百的同盟國的騎兵，他們來自各種地方，有著不同的戰術任務，並使用不同的武器。亞歷山大東征期間，更大力招募東方的輕騎兵，甚至雇傭北方遊牧民族的弓騎兵，如大益的弓騎兵就在希達斯皮斯河戰役中有傑出表現。

### 前哨騎兵
前哨騎兵由馬其頓人所組成，有時又被稱為「薩里沙騎兵」或「槍騎兵」，由此可知他們有時使用的騎槍比平常的緒斯同騎槍還更長，可能有4.2米，可能不太是重裝步兵使用的薩里沙長矛。
前哨騎兵在行軍的時候，會在大隊的最前方充當斥侯部隊，會戰時他們也可以陪著夥友騎兵進行衝鋒，擔任保護夥友騎兵側翼的角色。在高加米拉戰役後，亞歷山大開始使用東方輕騎兵，前哨騎兵的偵查任務就交給這些東方騎兵，改而專職作衝擊騎兵用。亞歷山大東征的前哨騎兵有四個騎兵中隊，每中隊有150人。

### 培奧尼亞騎兵
這支輕騎兵從馬其頓北方的部族王國培奧尼亞召來，培奧尼亞在腓力二世時期被納為馬其頓屬國，並為馬其頓王國提供部隊。培奧尼亞騎兵由培奧尼亞的首領率領，在東征時經常佈署在前哨騎兵旁，並且在戰役中時常一同進行行動。培奧尼亞騎兵的武器主要是標槍和劍。東征初期，他們有一個中隊，在征服埃及後，另有一批500人的培奧尼亞騎兵增援，在蘇薩時他們的人數是600人。

### 色雷斯騎兵

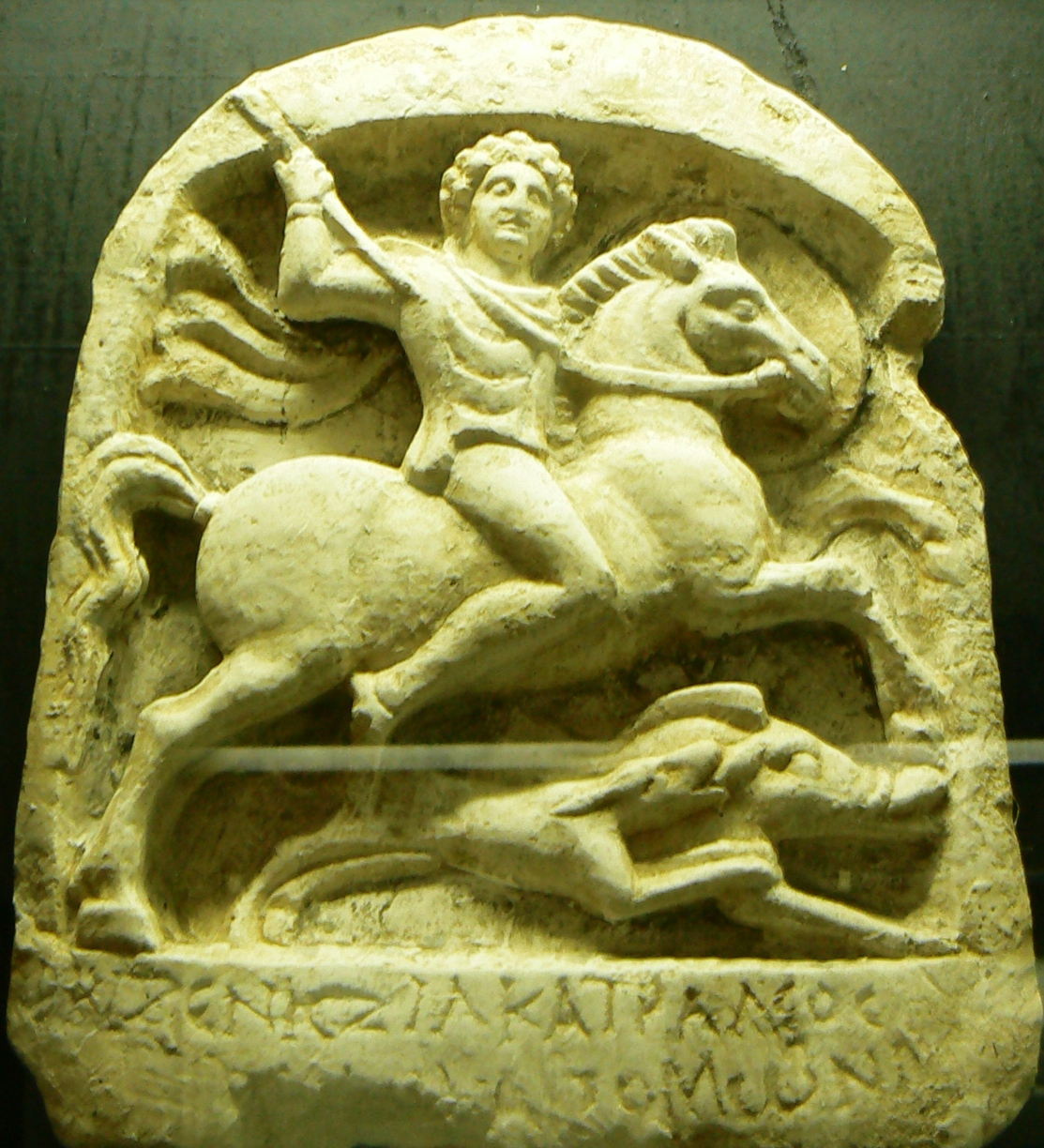
手持標槍的色雷斯騎兵，正在獵豬.

大部份從色雷斯的部族奧德里西亞（Odrysian）召來的色雷斯騎兵，他們也擔任進軍時的偵查行動。在戰場上他們的功能也跟前哨騎兵、培奧尼亞騎兵一樣，只是色雷斯騎兵負責保衛全軍左翼的色薩利騎兵而已。色雷斯騎兵依照古老的傳統，以楔形陣型式佈署於戰場，他們使用標槍和劍。在高加米拉戰役中，他們有4個騎兵中隊共500人。

### 弓騎兵
前329年，亞歷山大大帝在粟特組建1,000人的弓騎兵部隊，來源自各式伊朗民族。這支部隊能有效進行偵查任務，並能掩護其他己軍部隊行動。也因為他們能在馬上使用弓箭，因此在戰場上是支高機動的投射部隊。在希達斯皮斯河戰役中，亞歷山大的弓騎兵所射出大量的箭雨，讓印度騎兵陷入混亂，以讓印度戰馬車無用武之地。

## 步兵
當腓力二世控制北希臘所有的金礦後，這讓他擁有無與倫比的金、銀等財富，並且用這筆資金來建立他的軍隊。腓力二世對於馬其頓王國軍制進行改革，把部落民兵改組成地方軍，讓平民和貴族不會有太多權力，兩者可以互相制衡，維持穩定。地方軍以步兵夥友做為主幹重步兵，規模也大大的擴充。夥友步兵以馬其頓方陣作戰。
腓力和亞歷山大除了雇傭南方希臘的傭兵外，還雇其他不同部族的部隊來充實自己的軍隊。古希臘歷史學家西西里的狄奧多羅斯記載馬其頓有著各式的同盟部隊、從各城邦所雇庸的希臘重裝步兵、善長標槍的輕裝步兵如輕盾兵等，輕盾兵徵募的範圍從巴爾幹半島北部的各部族到希臘都有，馬其頓還有克里特的弓兵和投石機具。在亞歷山大大帝東征之際，他也雇庸一些東方部族的部隊，如本都、弗里吉亞的槍兵，在亞歷山大征服行動終這些額外的部隊讓軍隊更具彈性和強度。在高加米拉戰役中，亞歷山大將讓一些輕奘部隊去對付刀輪戰車。

### 步兵夥友
馬其頓步兵主體是重裝步兵，在亞歷山大時期重裝步兵被稱為步兵夥友，由古希臘語「步兵」和「夥友」兩詞所組成。步兵夥友可能在亞歷山大二世時期創建，或是更早在亞歷山大一世時，這時這支部隊作戰方式如同希臘重裝步兵方式一樣。在腓力二世繼位後初期，腓力率領約10,000人的軍隊進攻入侵的伊利里亞人，在這場戰役中提到步兵夥友是馬其頓的步兵精銳，人數3,000人，並且主導了戰役勝利，這顯示這時步兵夥友作用等同亞歷山大時期的持盾衛隊，是國王禁衛軍團。
腓力二世少年時有一段時間待在希臘城邦霸主底比斯那作為人質，在那裡他向著名的底比斯將軍伊巴密濃達學習，伊巴密濃達對希臘軍事的創新發展無疑影響腓力的戰術及他日後對馬其頓的軍事改革。一些學者認為，腓力為馬其頓士兵所引進的薩里沙長矛、使用重裝備、較小的盾所組成的馬其頓方陣，可能是腓力本身自己的發明。然而，另一些學者認為雅典伊菲克拉特斯的改良輕盾兵確實存在，並影響了腓力的馬其頓方陣。另外，古希臘歷史學家西西里的狄奧多羅斯宣稱，腓力的馬其頓方陣是因荷馬史詩中一段有關長矛方陣描述，所激發而創造出來。因此在軍事改革中，腓力二世擴大他的軍隊，並征召馬其頓農、牧民進入軍隊中，以馬其頓方陣訓練他們，組成馬其頓重裝步兵，並稱為「步兵夥友」，原先的國王禁衛軍團改稱為「持盾衛隊」。因腓力二世經常連年作戰，使得征召的士兵戰爭和訓練都很精實，幾乎成為常備的職業軍人。
馬其頓兵役年齡最多可到60多歲，退役主要是由國王決定。而在腓力二世時期，步兵夥友並沒有拿規律的軍俸，似乎到亞歷山大東征時才有所改變，在前324年歐皮斯（Opis）兵變時亞歷山大就責備他的士兵拿很好薪水還亂花錢。馬其頓的步兵夥友受嚴格的演習和訓練，能展現複雜的動作操演，能力遠超於當代其他大部份國家的士兵，如步兵夥友的士兵們能夠搖晃手中的長矛發出聲響，並使整支部隊所發出聲音都能整齊劃一，使敵人聽到這種精實訓練而驚恐不已，士氣低下。

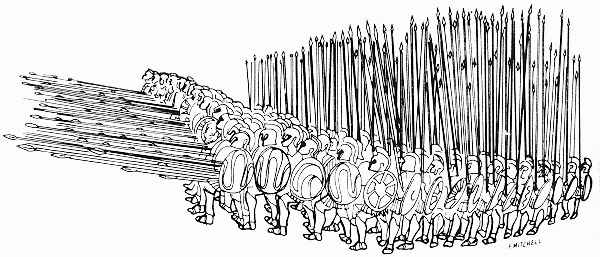
馬其頓方陣示意圖，他們手持比古典希臘重裝步兵的大圓盾還略小略輕的馬其頓盾，拿著比傳統希臘長槍兩倍長的薩里沙長矛。

對於到底步兵夥友準確人數不清楚，但可知亞歷山大東征出發時帶了9,000名步兵夥友，並分成6個旅（taxis），每旅1,500人，該旅的士兵都來自馬其頓某一地區。步兵夥友戰鬥時集結成密集矩陣隊形或方陣隊形，連隊（lochos）是最小戰術單位，可能有128人。方陣每一縱隊正常是16人，什長（Dekadarch）站於最前排，次官一個站於整隊最後排，另一個位於中間，來維持隊中秩序和保持隊形緊密完整，功能如同現代軍隊的士官般，通常方陣前三列和最後一列的戰士都是相當精銳的。根據埃利亞努斯（Aelianus Tacticus）記載，方陣每一營的指揮官理論上會站於方陣最右側縱隊的第一列作戰，且每一連會額外增加五位人員於後方，為軍旗手、後側司令官、喇叭手、傳令兵、佐官。透過視覺和聽覺的方法，讓軍令能在戰場上各種塵土和喧鬧中依舊有效傳達。4個連可能組成營（pentakosiarchia），3個營組成旅（taxis），約1,500人，由旅指揮官（taxiarch）統轄。而六個旅組成整個方陣。 
夥友步兵的主要武器是薩里沙長矛，這是一種長矛（pike），也因為薩里沙很長，戰鬥中需要兩手去握持。古典的希臘重裝步兵用的是單手握持的多律長槍，左手拿著一個大圓盾。然而馬其頓方陣不止可以使用長矛和盾，並且還多有雙手的力道。雖然在近身作戰中，緊密方陣的狹小空間中讓長矛很難有揮舞的動作，但一個完整的方陣隊形可以輕易阻擋敵人無法近身作戰，因為薩里沙長矛讓前五排士兵的槍頭超過方陣前緣，可以刺到敵兵，因此相比當時其他的軍隊，馬其頓方陣有著更多的槍頭來攻擊。而馬其頓方陣較後方的士兵們則舉起長矛，來阻礙敵人的投射兵器，像是有樹林屏蔽般。馬其頓方陣士兵也會攜帶一把短劍作為副武器，當方陣破裂陷入近身戰時使用。另外方陣的側翼和背後都較脆弱，是它的弱點。
亞歷山大大帝實際上並沒有在戰役中把方陣作為決定性打擊用，而是用他們來釘住敵人並挫措敵人銳氣，這時亞歷山大再用騎兵打向敵人特定部份或暴露的側翼，這行動通常都在敵人騎兵敗退以後才進行。一個典型的例子就是高加米拉戰役時，在最右翼阻止波斯軍迂迴以後，而大流士的左翼騎兵又前去制止希臘部隊攻擊己方騎兵時，亞歷山大率領夥友騎兵像波斯軍中央的側翼缺口衝鋒，一舉攻至大流士陣前。而伴隨騎兵衝鋒後的才是步兵持盾衛隊和步兵方陣。
另外，馬其頓軍隊僅攜帶最低需求的補給隊，每十個步兵才配一個軍伕，因此馬其頓軍的行軍速度相比當代其他軍隊來的快得多。在一場戰爭中，敵人認為亞歷山大要幾天後才回出現而尚未準備周全，當亞歷山大率軍突然出現在他們面前後，隨即投降。這可能也要歸功於腓力二世經常在訓練軍隊，他經常進行強行軍。
方陣上，馬其頓方陣本身和其他希臘城邦的重裝步兵方陣本質上沒有太大差異，作為希臘重裝步兵方陣的進化版，馬其頓方陣是加強原先的裝備、訓練和戰術。在腓力和亞歷山大時期，馬其頓方陣無疑在軍事技術上有所領先。

#### 持盾衛隊

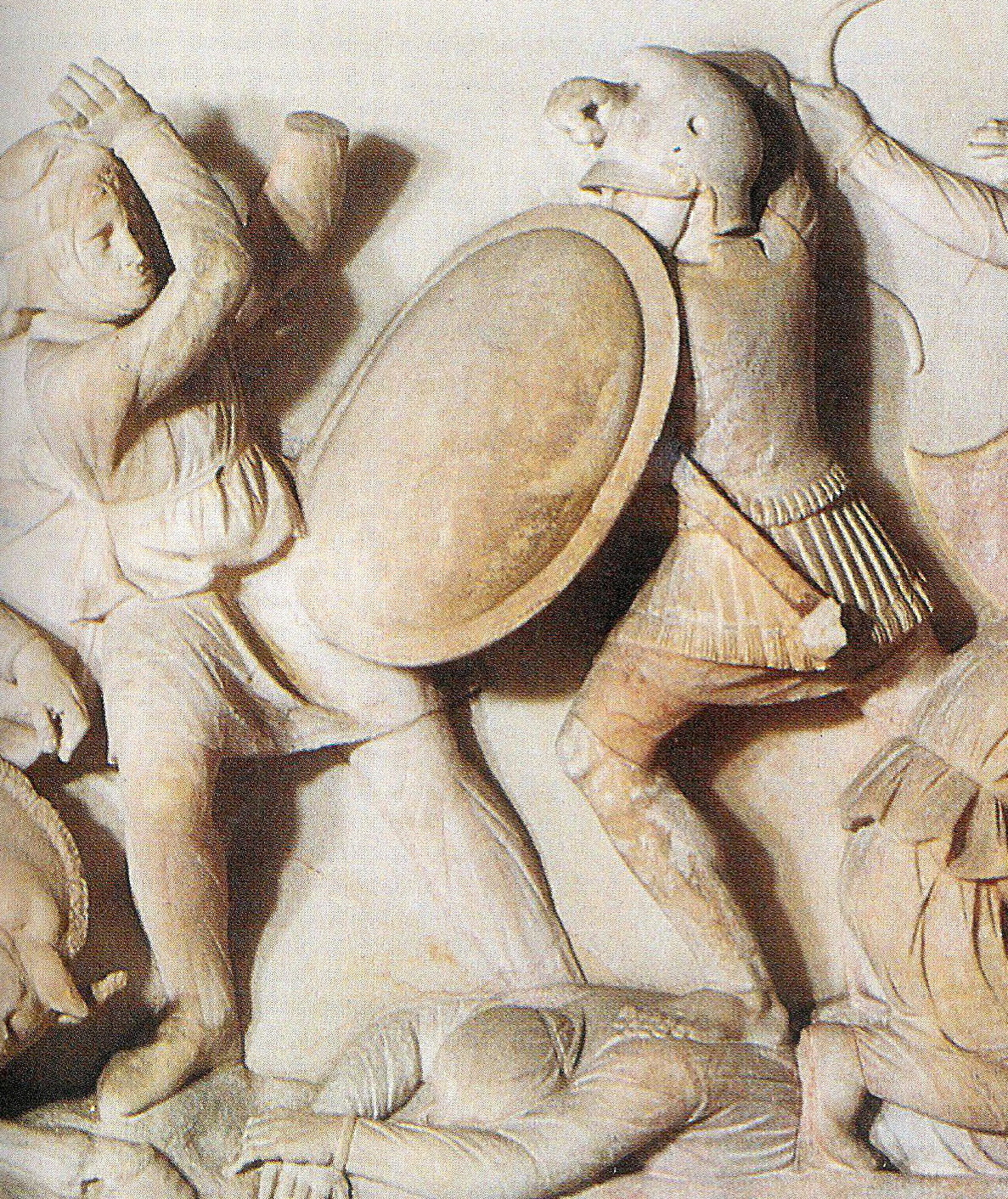
亞歷山大石棺上的一名馬其頓士兵（右側），他拿著阿斯庇斯圓盾，很可能是皇家持盾衛隊的一員，他同樣穿著亞麻胸甲和色雷斯式頭盔.

持盾衛隊是亞歷山大時期的精銳步兵，在一些艱困的戰鬥如高加米拉戰役中，持盾衛隊護衛著馬其頓方陣右邊的側翼，並作為夥友騎兵和馬其頓方陣之間的彈性樞紐。亞歷山大經常授予他們各式各樣的任務，也經常跟精銳標槍兵阿格瑞安部隊、夥友騎兵、精銳方陣步兵等一同行動。他們在亞歷山大攻城突襲的記載中表現突出。持盾衛隊成員皆有馬其頓人血統，是由全國平民從由體格、戰技挑選出的精銳部隊。持盾衛隊由三個千人團（chiliarchy）組成，每團1,000人，團內部組織與步兵夥友類似，整個持盾衛隊由一位司令（archihypaspist）統轄。
除了持盾衛隊，亞歷山大還有一支個人衛隊，稱之為皇家持盾衛隊（Hypaspistai Basilikoi），別稱阿格瑪（Agema）或持盾衛隊的阿格瑪。皇家持盾衛隊不隸屬於普通的持盾衛隊，他們是真正的國王衛隊，貼身於國王身邊作戰。皇家持盾衛隊的人數很少，可能才幾百人，但為貴族之中精選出來所組成。
關於持盾衛隊的裝備，他們可能武裝成傳統希臘重裝步兵一樣，手持短於薩里沙的多律長槍，並有一個古典的阿斯庇斯圓盾（aspis）。同樣地他們也會攜帶一把西福斯短劍（xiphos）或是科庇斯砍刀（kopis）作為副兵器，當方陣陣形破裂時這讓他們在近身戰可以更有利，同樣也讓持盾衛隊適合攻城戰的突擊行動，或是進行一些特殊任務。他們的防具將因任務不同而有所改變，如亞歷山大進軍波斯東部為例，持盾衛隊要進行高速的強行軍，仰或是在崎嶇地形作戰時，他們將只會穿戴比頭盔和埃科索米斯衣（exomis）略多的防具而已，以利他們節省體力和增加移動力。然而，當近距離格鬥比重較重的場合下，如一些攻城的戰役或激戰時，持盾衛隊將會穿亞麻胸甲或是青銅胸甲，因此裝備的多變化性使得他們成為多用途精銳部隊。另外，他們的人數也一直保持定數，如果戰役後陣亡一些兵員，將會把重裝步兵方陣經驗豐富的士兵提拔到持盾衛隊中，以補充不足。
在亞歷山大大帝統治後期，持盾衛隊很可能更名為銀盾兵，然而一些現代學者認為銀盾兵是從整個重裝方陣的老兵選拔而成。

## 輕裝步兵

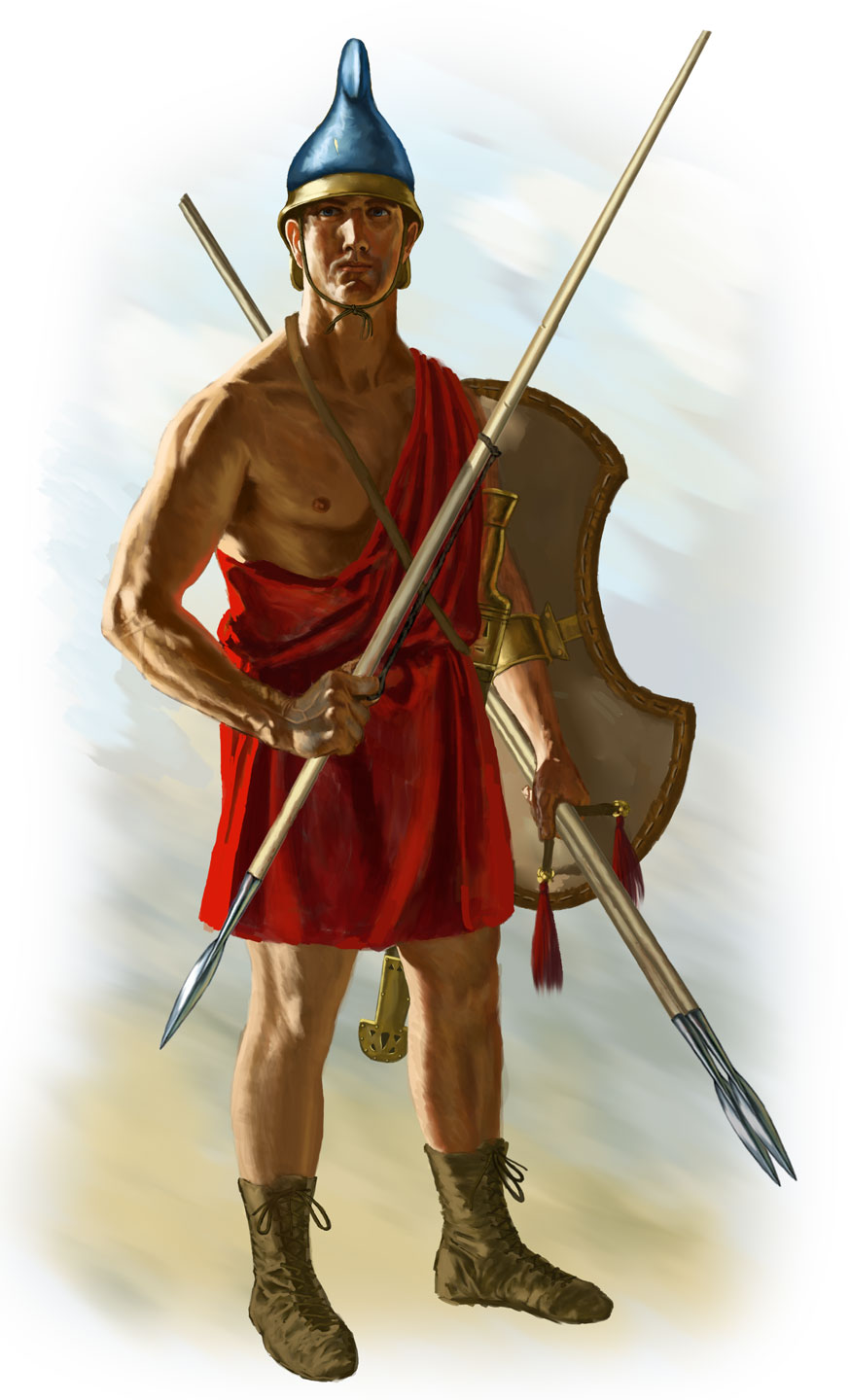
阿格瑞安輕盾兵示意圖

### 輕盾兵
亞歷山大時期從馬其頓北方培奧尼亞的一個部族阿格瑞安人召集部隊，組成輕盾兵。這支阿格瑞安部隊是馬其頓輕步兵的精銳，他們經常在戰場上掩護己方右翼，並佈署於夥友騎兵的右邊，這位置相當殊榮。亞歷山大的馬其頓軍隊幾乎都會有他們出場，尤其是一些需要快速行軍的任務。其他民族也會提供馬其頓王國輕盾兵，像是許多來自色雷斯，也因為色雷斯的輕盾兵在作用上類同阿格瑞安部隊，在戰場上他們通常被亞歷山大佈署於左翼。
輕盾兵裝備數把標槍，並配有劍，他們幾乎不穿戴防具但攜帶一種輕型盾，然而有時他們會有頭盔。他們是投擲標槍的能手並且經常護衛重裝步兵的側翼。輕盾兵在與敵方重裝步兵交戰時經常採用開放式的隊形，他們可以隨個人判斷朝敵人丟出自己的標槍，並且因為不穿戴重型防具或重盾而行動將不受到束縛，他們可以輕易躲避重裝步兵的衝鋒。然而，他們沒法承受衝擊騎兵的攻擊，但在一些不適合騎兵崎嶇地形他們就很有優勢，同樣地輕盾兵在一些重裝步兵沒法保持隊形的地形也很有利。

### 弓兵
在大部分的希臘城邦中弓兵的地位不高，而且很少本地人去當弓箭手，通常都是雇傭外邦弓兵，如雅典軍中常雇傭的西徐亞的弓兵。然而，克里特人以優秀的弓兵聞名當時，他們經常受到希臘世界廣泛地雇請。克里特弓兵他們的弓相當強勁，用的弓箭有著大且重的箭頭，是以鑄造青銅所製成，因此他們的名聲遠播，自然亞歷山大也雇傭他們加入馬其頓軍隊中。雖然其他大部份弓兵都輕裝，但克里特弓兵很特殊地會攜帶小型且青銅製平板盾牌，也克里特弓兵有攜帶盾牌和一些防具，顯示他們有能力進行近身格鬥，這也是他們在傭兵界相當搶手的其中一個原因.。另外，除了克里特弓兵外，馬其頓自己也訓練馬其頓弓兵，也雇傭各式巴爾幹部族的弓箭手。

## 武器和防具

### 武器

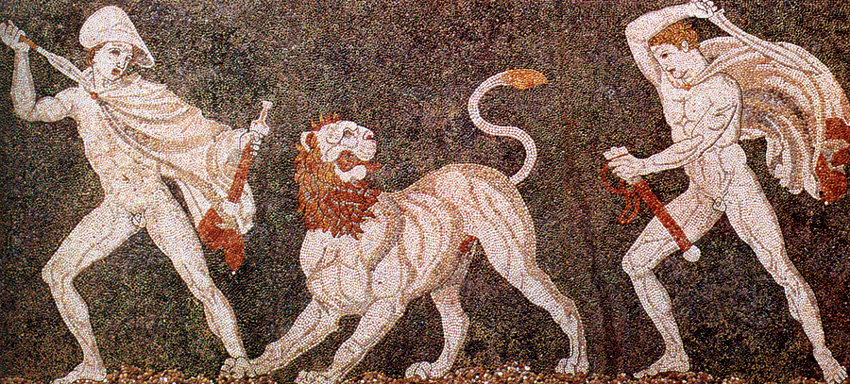
馬其頓首都佩拉出土的獵獅馬賽克鑲嵌畫，其中右側獵人拿著科庇斯砍刀，左側獵人拿出鞘的西福斯短劍。這兩種武器都被馬其頓騎兵和步兵使用。

大部份士兵會攜帶一把短兵器作為副武器，直刃的短劍稱為西福斯（xiphos），一些工藝作品中對其描繪形狀。士兵或者配單刃刀，一種是科庇斯（kopis），另一種是厚背砍刀（Makhaira），它們的形狀在文獻中有描述，雖然色諾芬特別把砍刀跟騎兵用刀上有所關連，但這三種兵器都在步兵和騎兵上使用，並沒有明顯的差異。
每一位夥友騎兵的騎手會手持三公尺多的頭尾雙矛頭騎槍，槍柄是用山茱萸木製成，被稱為緒斯同。槍尾亦有個矛頭意謂著一旦騎槍在激戰中折斷，騎手仍可以反轉另一半槍身繼續作戰。色薩利騎兵和希臘騎兵的武器與夥友騎兵相似，但色薩利騎兵們也會使用標槍。緒斯同騎槍在使用上可以用上手或是低手的姿勢去刺擊，這可以在亞歷山大馬賽克鑲嵌畫清楚地顯示。在鑲嵌畫中，亞歷山大大帝手持緒斯同騎槍以低手握持去刺擊，而在畫中亞歷山大後面的騎兵卻是用上手握持。另外在亞歷山大時期騎兵是不攜帶盾牌的，然而後來的安堤柯王朝騎兵則開使用大圓盾，可能受到塞爾特人的影響。
關於方陣步兵的軍備可以從安提柯王朝的安菲波利斯軍事規範看出端倪，在這份規範中註明了士兵失去他們的裝備或其他必須品時所規定的罰金，從這知道當時馬其頓方陣步兵攻擊的主武器為薩里沙長矛，且副武器為厚背砍刀。雖然安提柯王朝的薩里沙超過六公尺，但一些學者認為腓力、亞歷山大時期的可能沒那麼長。薩里沙長矛因為太長，需要在槍尾的地方加裝槍尾釘來平衡，以利握持。似乎薩里沙中間有個鐵環，可以把長矛拆解兩半來方便行軍，到了戰鬥前再組裝起來。然而比須強調從一些考古發現，方陣步兵也使用西福斯短劍，和薩里沙相比較短的傳統希臘多律長槍。同樣ㄧ些資料也顯示方陣士兵在一些情況下會使用標槍，畢竟笨重的薩里沙不適合在攻城戰或ㄧ些特定戰鬥中使用.。
持盾衛隊可能和希臘盟邦或希臘傭兵的裝備相似，他們都裝備成古典希臘重裝步兵的姿態，配有多律長槍和劍。輕裝步兵主要由屬國和同盟提供，各種巴爾幹部族如阿格瑞安人、培奧尼亞人、色雷斯人等不是提供輕步兵就是提供騎兵，或者兩者皆有。傳統上的輕裝步兵輕盾兵會有數把標槍，標槍槍柄上靠近重心的位置會有一條投擲用皮帶，這皮帶纏住槍柄並且另一頭可以用ㄧ或兩隻手指去勾住。透過皮帶，標槍在投出後飛行時會旋轉，這讓標槍的有所準確度提升，額外的杆桿效應也提升射程。弓兵中的克里特弓兵他們使用的弓箭有著大且重的箭頭，輕騎兵也用標槍，亞歷山大雇傭的伊朗民族弓騎兵則是用復合弓。

### 頭盔

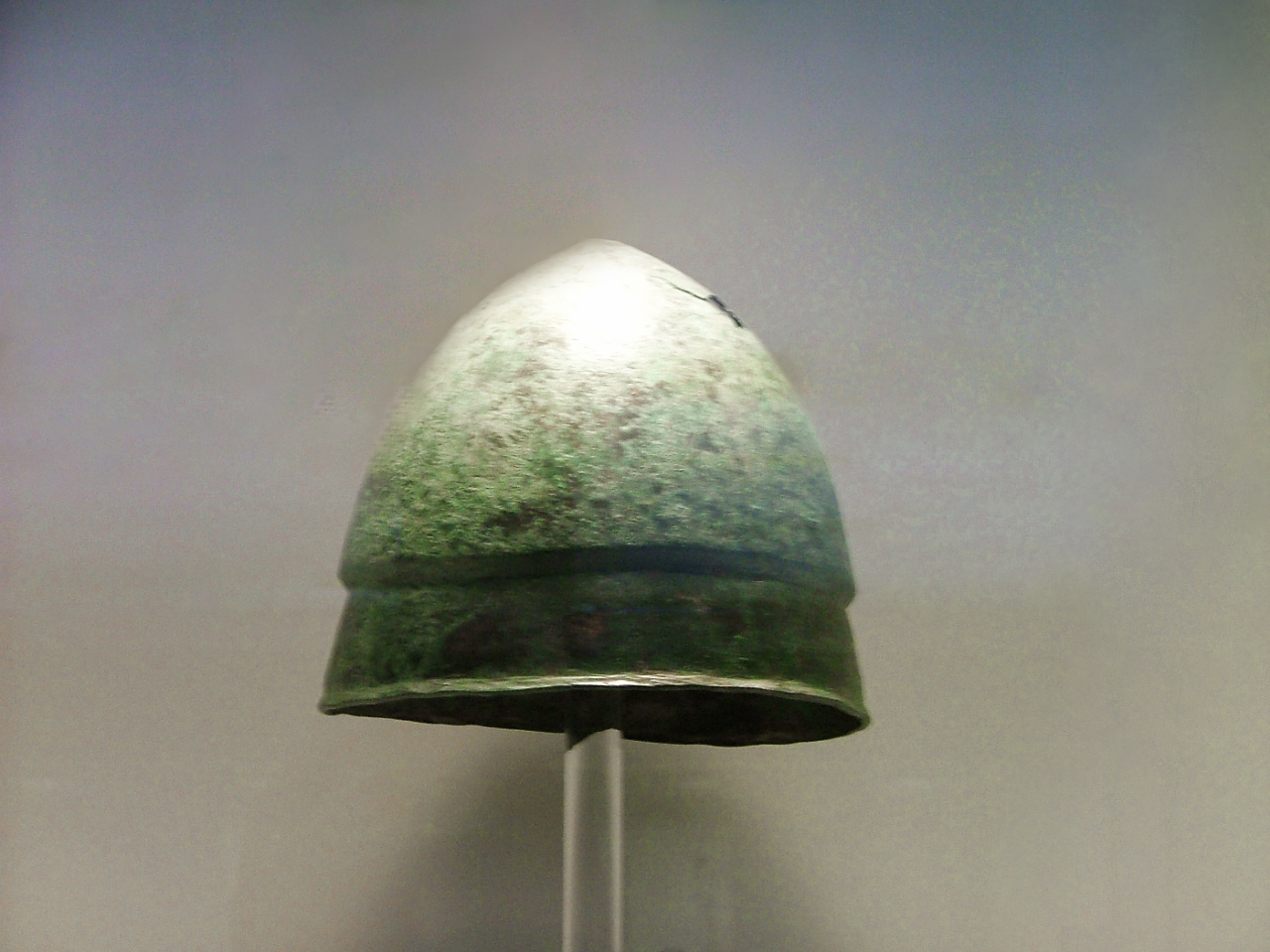
簡單的圓錐型傘狀式頭盔，ㄧ些馬其頓步兵會戴這種頭盔.

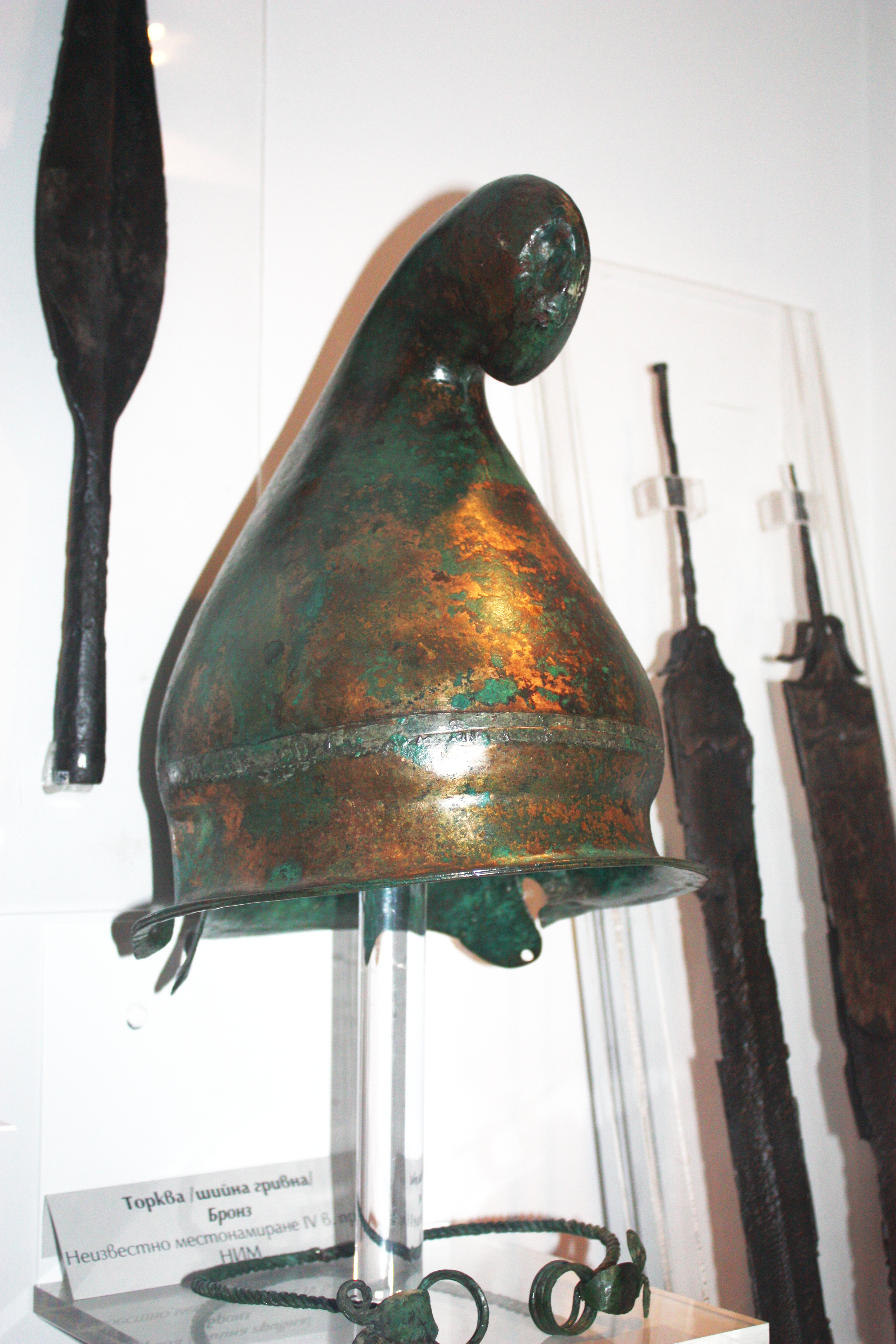
ㄧ頂色雷斯式頭盔，但它的護頰板已經遺失.

實際上希臘世界使用的所有頭盔都是青銅打造，而有一種頭盔以弗里吉亞帽型狀製成而特別突出，弗里吉亞帽是圓錐形的帽子，其帽尖向前彎曲。以此樣式頭盔又被稱為色雷斯式頭盔（Thracian helmet），它同樣也有高聳的帽頂，且通常另配有大護頰板（cheekpiece），護頰板上會以浮雕雕出大鬍子來裝飾。而古典重裝步兵後期的卡爾西迪式頭盔也持續使用，這種頭盔是科林斯式頭盔發展而來的輕量版，它有護鼻和大小適當的護頰板。其它的還有更精簡的圓錐型傘狀式頭盔，樣式同當代的傘狀無邊帽（Pileus），傘狀式頭盔沒有護頰板，這種頭盔受到重裝步兵青睞。
腓力二世時的馬其頓騎兵主要戴著色雷斯式頭盔，但到了他兒子亞歷山大大帝時，亞歷山大被認為較青睞給騎兵用視野寬闊的波奧蒂亞式頭盔（Boeotian helmet），如同色諾芬推薦般。在馬其頓古都埃格的古墓遺址中挖掘出一種色雷斯/弗里吉亞式變種頭盔，特別的是它是鐵製品，它可能是騎兵所使用的。雖然波奧蒂亞式頭盔它沒有護頰板，但頭盔帽緣外延且波浪般朝下的形狀，使這種複雜的形狀也能對臉部保護有所幫助。從亞歷山大馬賽克鑲嵌畫顯示，夥友騎兵軍官的頭盔上有著月桂環來表示他們的軍階，可能是用畫上的或金屬製品製成。
亞歷山大石棺也顯示亞歷山大大帝頭戴精美的頭盔，是海格力士獅子頭樣式。而亞歷山大大帝的表親伊庇魯斯摩羅西亞國王皮洛士就曾被描述頭戴著護頰板的公羊頭盔。

### 甲冑

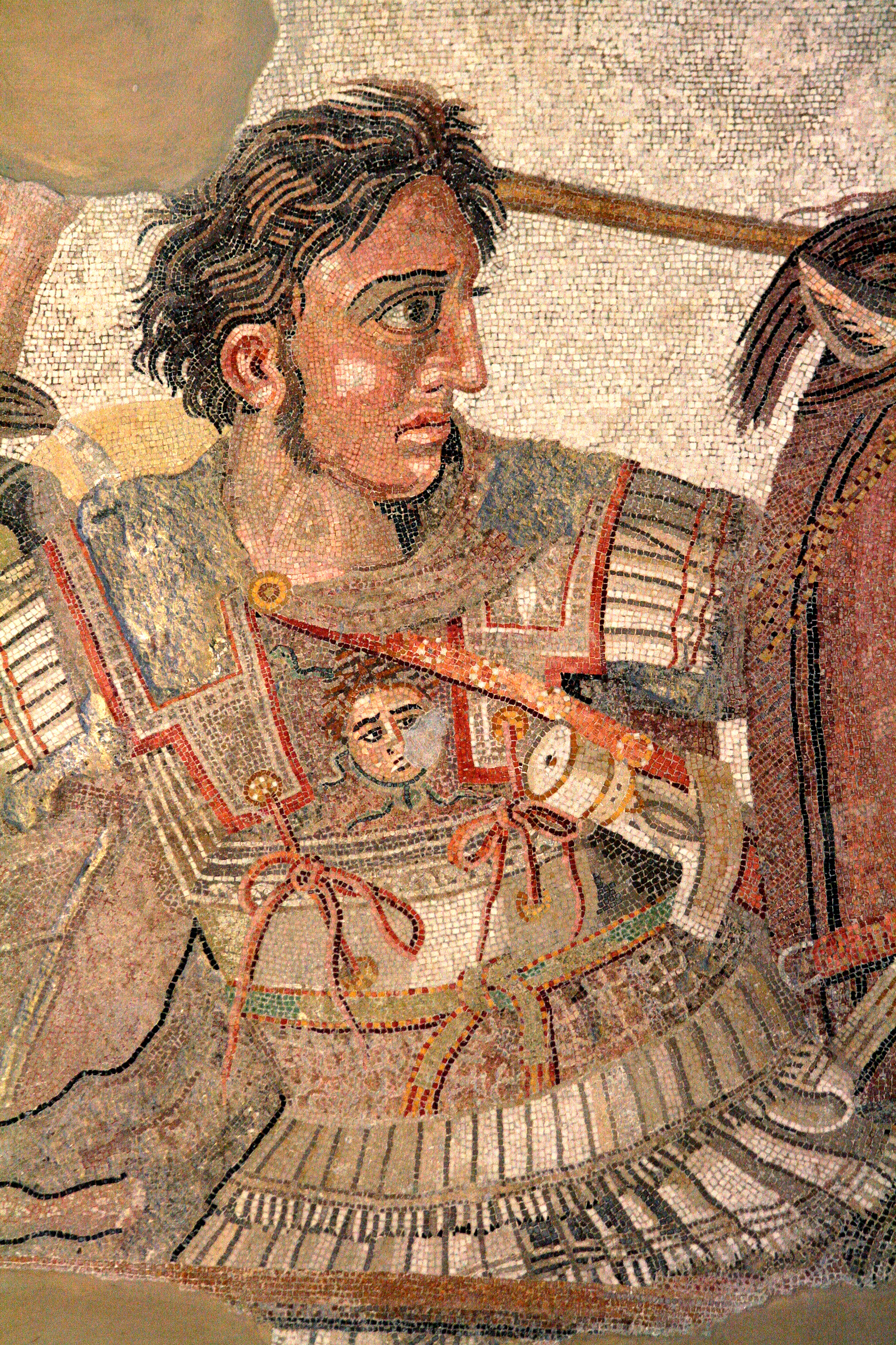
亞歷山大馬賽克中亞歷山大大帝戰鬥的英姿，國王穿著復合胸甲，外型作得跟亞麻胸甲一樣，肩墊和上胸部為鐵板，雖然腰部是用鱗片來方便活動。並有皮製或堅硬亞麻片所製的皮條裙保護上臂和臀部，亞歷山大佩有西福斯短劍。

馬其頓軍隊的鎧甲可說是包含希臘世界甲冑各種型錄，最普遍的鎧甲是亞麻胸甲。這種胸甲是由多層亞麻布黏製而成的堅硬甲衣，它是由管狀片環繞形成腰甲，通常用四個垂直版來環繞軀體製成，並有一個肩墊從後背上方的腰甲連結，再分成兩片分別從左右肩上覆蓋，並拉在前胸與腰甲打洞釘住。皮條裙（pteruges）是亞麻或皮革所製成的小片帶，它被拿來保護上手臂和臀部的部份。亞麻胸甲還可以在內部加裝青銅板或青銅鱗片。   
普遍性僅次於亞麻甲的是青銅肌肉胸甲，主要原因是製造成本太貴。肌肉胸甲是用整塊青銅板為原件，把前胸板和後背板組合而成，通常也會有坎肩板（shoulder pieces），並且胸甲外觀上會製成模擬男性身體肌肉發達的樣式。它也會加裝皮條裙，來延伸保護範圍。在馬其頓維爾吉納的皇室陵墓中發現一件完整的鐵製胸甲，上有黃金裝飾，以亞麻胸甲的樣式製成。同樣地形式跟亞歷山大馬賽克鑲嵌畫中亞歷山大所穿的雷同，這證明當時的技術上確實存在鐵製防具。然而，也可能這種鐵製胸甲主要是皇家或地位極高的人使用而不是一般士兵。
上述所言的亞麻胸甲或肌肉胸甲都被歸類於重甲（thorakes），另外還有一些如腹甲（kotthybos）和半重甲（hemithorakion）形式的護具出現於史料中，然而對於這些鎧甲是何種情形不清楚，但合理認為它們相較重甲來的輕，保護性也較差。從考古發現的肢體護具僅有一種，即青銅的護脛甲，它可以保護小腿部位。護脛不僅在重步兵使用，連重騎兵也會穿戴它，但在古代資料中較少描寫到，不過護脛在安菲波利斯軍事規範中列入士兵裝備中，且一對護脛甲在馬其頓維爾吉納的古墓中發現，其中一只護脛甲比另一只還短。

### 馬其頓盾
關於盾的尺寸，學者間眾說紛紜，一些常見的古代錢幣、陶製品、浮雕或其它雕塑作品上有關盾的主題裝飾，就連盾上頭的馬其頓维吉纳太阳就有各種變體。一些學者提到古代作家阿斯克列庇歐多圖斯描寫到馬其頓盾與其他希臘盾牌在尺寸和構造上有所不同。從古代文獻、浮雕的顯示及數種考古發現，已知馬其頓盾在直徑上變化幅度從62公分到74公分，近年來也在馬其頓共和國境內發現古代馬其頓盾的殘片。
馬其頓方陣步兵所持有的盾牌為圓形，盾面微凸，它的外盾面上有青銅片鋪成，內盾為木質或多層皮革結構，並有帶子讓手臂固定在盾牌中央。普魯塔克提到馬其頓方陣步兵攜帶著一面小型盾牌在他們的臂膀，這可能是因為薩里沙長矛需要兩手握持，因此盾牌藉由另一條帶子懸掛在脖子上，使左手可以騰出來手來從盾牌下緣通過幫助持長矛。近年對薩里沙和馬其頓盾牌重建顯示這條懸掛帶有效把長矛的重量轉移到肩上分擔掉，使長矛可以在戰鬥中水平端持。

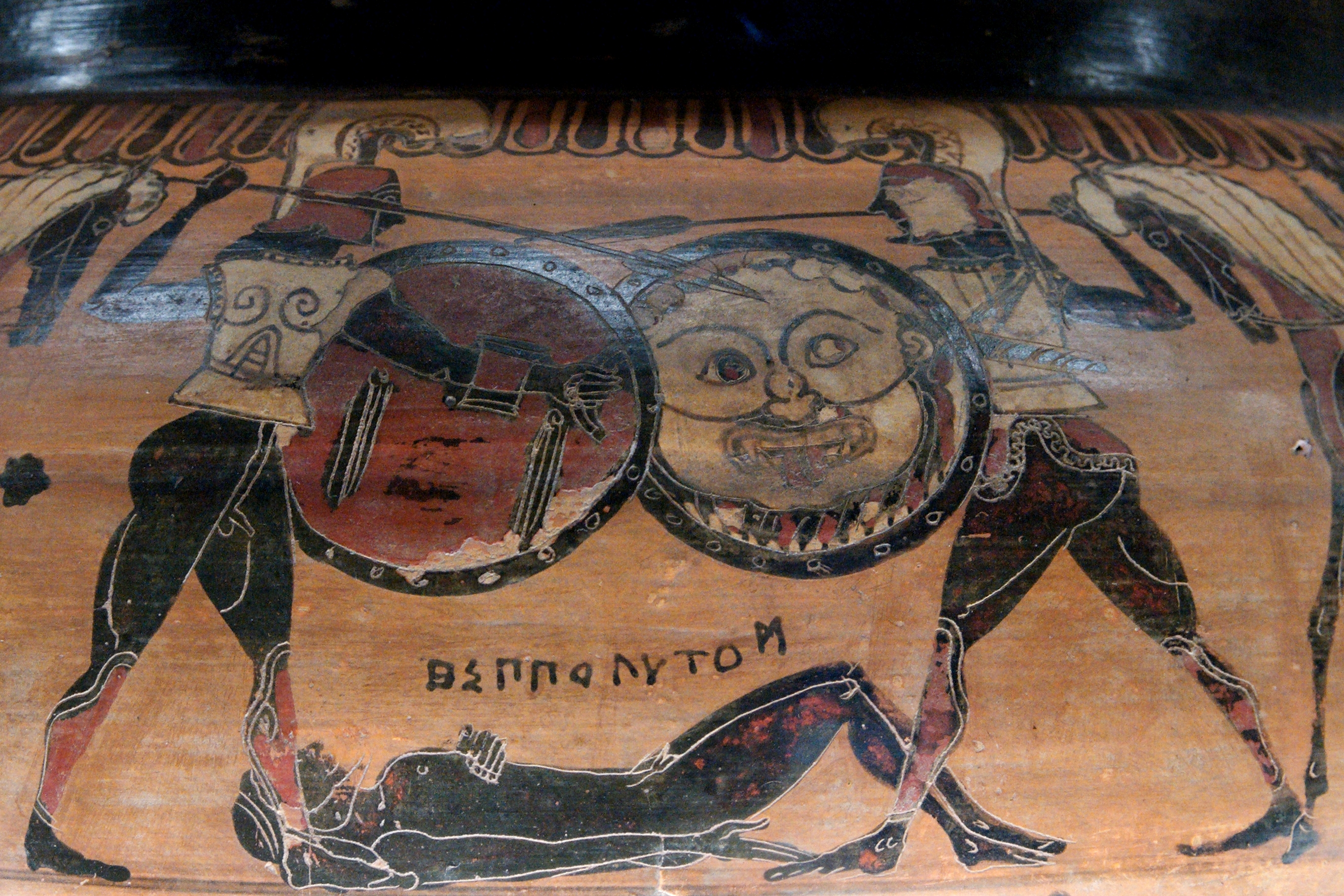
約前560年左右的科林斯雙耳噴口罐（Krater）的繪圖，左側士兵的盾牌內側可以清楚看到，阿斯庇斯圓盾內側有一帶子和手把

從一些繪畫上的史料顯示，精銳的步兵持盾衛隊及旗下的國王步兵衛隊阿格瑪（Agema）很可能用尺寸較大的傳統希臘大圓盾，這是古典希臘重裝步兵所有的盾牌，稱為阿斯庇斯圓盾，又名阿爾戈斯圓盾。這種盾牌也是圓型，直徑大於馬其頓方陣的盾牌，主要由木質所組成，青銅片覆蓋在外盾面補強。文獻上記載阿斯庇斯圓盾比馬其頓盾的盾面還外凸，其盾外圍的盾邊較寬。使用時，左手伸入內盾的帶子，使手臂固定在盾牌中央，並在內盾邊有一手把來幫助握持。因為該盾尺寸上較大，傳統上認為阿斯庇斯圓盾不適合搭配需要雙手使用的薩里沙長矛。另外，在亞歷山大時期重裝騎兵是不佩盾的，但在希臘化時代一些騎兵開始使用這種大圓盾。
輕裝標槍步兵會使用輕盾（pelte）作為防具，因此被稱為輕盾兵（peltast），這是一種較輕的盾牌，由柳條所組成，外覆上皮革。這種盾牌起源於色雷斯人，一開始形狀為彎月形，但在後來出現圓型或橢圓型的輕盾。

## 攻城武器
参見色薩利的波呂伊多斯、佩拉的狄阿底斯
馬其頓軍在腓力二世時期時發展他們的攻城戰術，他們的圍城戰法首度有效奪取擁有堅固的城防和要地，這在圍城戰爭上有劇烈變化，因先前古希臘的陸軍缺乏對城塞強襲的能力。以斯巴達為例，他們在伯羅奔尼撒戰爭儘管可以輕易肆虐雅典成四周的領土，但從未攻陷堅固的雅典城。

### 投射機具

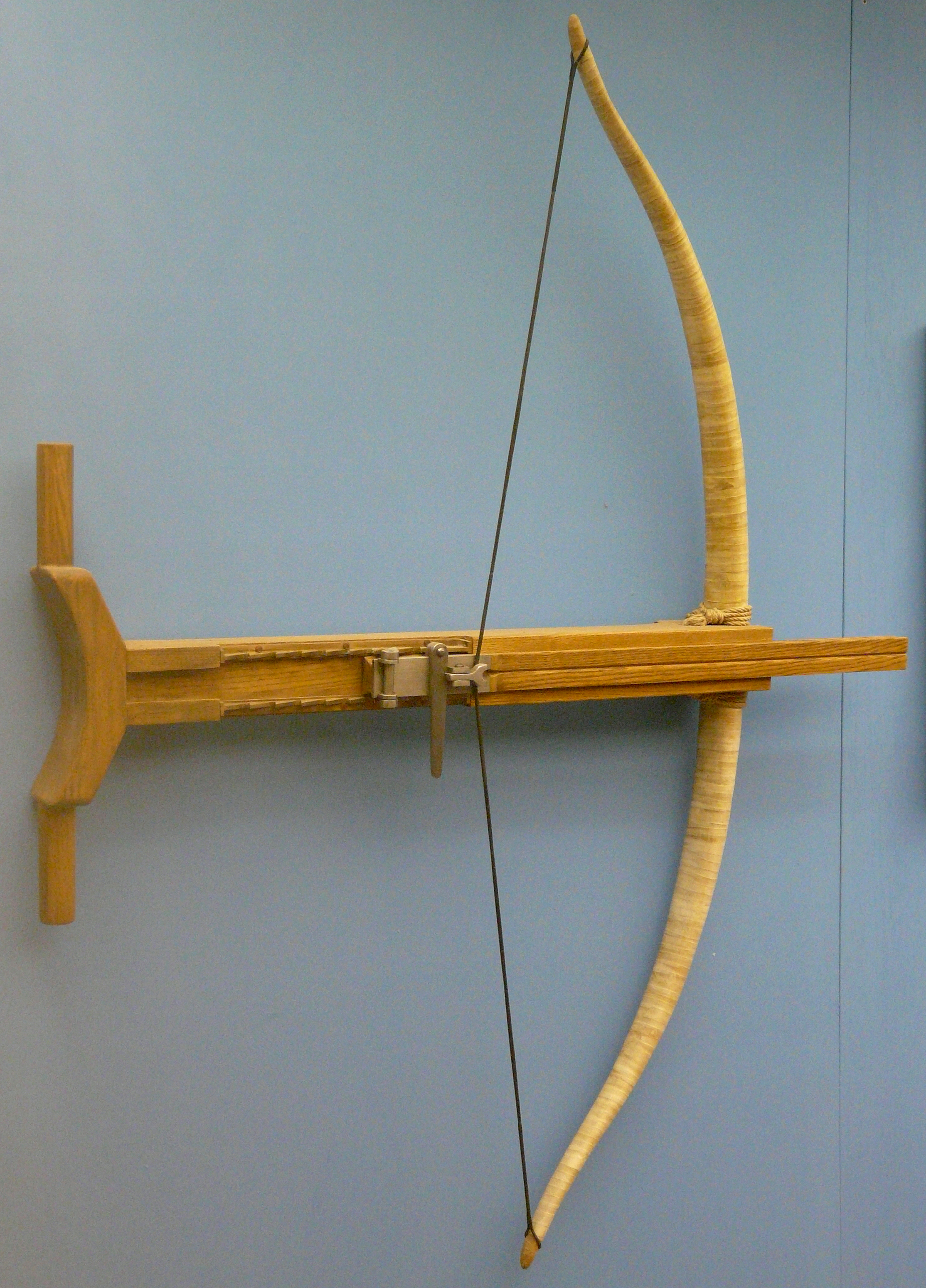
現代重建的古希臘腹弓

使攻城戰術如此劇烈改變的主要原因是，希臘人發展強力的投石裝置來對付堅固城塞。這由敘拉古的狄奧尼修斯一世首度開始發展，在亞歷山大大帝時期強大的扭力投石機已經在軍中使用。扭轉機置用肌腱絞索或髮索，絞索環繞纏在杆臂上，並配上雙臂的投石機上。這機置所發展的力量遠大於早前的機械投射武器，如腹弩（gastraphetes）等，因弩機之類的推力主要依靠弓本身材料的彈性。馬其頓人用兩種弩砲，其小型的為古希臘射箭機（Oxybeles），大型的是古希臘投石機（Lithobolos），最大的古希臘投石機甚至可以投射80公斤重的石塊。這些機械所可以對城牆上的防禦者射出大量的彈矢，並在城牆上開出一個缺口。亞歷山大大帝還是第一個在野戰中使用這些投射機械作為砲兵使用，而不僅僅使用在攻城戰而已。當他對付河對岸的中亞塞西亞人騎兵時，亞歷山大命他的士兵用投射機具向對岸開火，掩護其他部隊渡河，大量的矢石迫使敵人撤退，使馬其頓人成功在對岸建立橋頭堡.。

### 其他攻城裝置
同樣地，馬其頓人也有能力設計、建造完善的攻城塔。它可以讓承載士兵靠近城牆並進行突襲行動，並保護士兵不受敵人矢石的襲擊，另外它的設計也可以在短時間內讓較多的士兵登上城牆，不像簡單的梯子那樣易受敵人攻擊，梯子也限制士兵登梯的數量。

## 戰術

馬其頓的戰鬥陣列佈署圖.

馬其頓軍隊是第一個有文獻詳細記載，結合多兵種、多分工、大軍團進行聯合作戰的軍隊之一。馬其頓軍的戰術也因時間而有所不同，較簡單的戰術方法較廣受人知，就是騎兵置於軍隊的一翼或兩翼，並待步兵方陣與敵人接戰後釘住敵軍，騎兵再迂迴到敵人側翼或背後進行衝鋒，來摧毀敵軍。然而，也有較精密的戰術如高加米拉戰役之時，亞歷山大當時小心運作部隊來使波斯軍過度拉伸，再用不同的兵團去釘住敵人的打擊部隊，並運用機動部隊針對敵軍自己被迫製造出來的脆弱點進行決定性打擊。

## 傳承
隨著亞歷山大大帝入侵波斯，馬其頓阿吉德王朝陸軍加入許多東方部族作為附屬部隊，其中包含弓騎兵、輕騎兵、戰象、弓兵等等。當亞歷山大從印度返回美索不達米亞，他更加倚賴東方人，亞歷山大讓東方貴族加入夥友騎兵行列、成立以東方人為主的銀盾兵，還訓練東方青年學習馬其頓方陣的操練，並命為「繼承者兵團」（epigoni），這大大引起馬其頓人的不滿。甚至，亞歷山大還計畫改革原有馬其頓方陣的作戰方式，企圖在方陣內引進東方輕裝部隊，形成兼具打擊和投射的方陣，但這個方案隨著亞歷山大劇逝而沒有於戰場上實行。
前323年，亞歷山大大帝逝世，阿吉德王朝沒有一個強力的成員來領導帝國走向，大權旁落在亞歷山大的將領之間，伴隨著帝國疆土被這些亞歷山大的繼業者瓜分，儘管軍隊名義上仍是阿吉德王朝所有，但實質領導人是這些繼業者們，他們在爭奪土地之時也在爭奪馬其頓軍隊的擁戴。在這段時期，繼業者們陸軍的主幹仍是馬其頓－希臘人，在組織、戰術、武器、作戰方式上等無疑延續馬其頓阿吉德王朝陸軍的方法，但加入許多東方部隊，就像波斯帝國組建多民族大規模的大軍，融合東西方的作戰方式。
在亞歷山大繼業者陸軍之後，繼業者國家開啟希臘化時代陸軍，分別由馬其頓安提柯王朝陸軍、塞琉古帝國陸軍、托勒密王國陸軍延續。

## 延伸閱讀
- The Seventy Great Battles of All Time, Edited by Jeremy Black, Thames & Hudson Ltd, 2005

## 外部連結
- Twilight of the Polis and the rise of Macedon （页面存档备份，存于） (Philip, Demosthenes and the Fall of the Polis). Yale University courses, Lecture 24. (Introduction to Ancient Greek History)